# Kyoto Encyclopedia of Genes and Genomes
Die KEGG oder ausgeschrieben Kyoto Encyclopedia of Genes and Genomes ist eine frei zugängliche Datenbank mit strukturierten Informationen über Strukturen von Biomolekülen, Medikamenten, Reaktionsgleichungen, Stoffwechselwegen, Genen, der funktionalen Hierarchie biologischer Systeme in verschiedenen Organismen.
Sie hat zum Ziel, die gesamten Zellen, Organismen und letztlich die Biosphäre bioinformatisch zu repräsentieren, um computergestützte Vorhersagen komplexer Zellprozesse und Verhalten von Organismen aufgrund genetischer und molekularer Informationen machen zu können.
Aufgebaut und gepflegt wird die Datenbank von den Kanehisa Laboratories im Bioinformatikzentrum der Universität Kyōto und dem Human Genome Center der Universität Tokio. Sie besteht seit 1995.

## Weblink
- Kyoto Encyclopedia of Genes and Genomes (KEGG)